# Nanri
Nanri (kinesiska: 南日) är en köping i sydöstra Kina. Den ligger i stadsdistriktet Xiuyu i staden Putian i provinsen Fujian, omkring 97 kilometer söder om provinshuvudstaden Fuzhou. Antalet invånare är 50 784. Befolkningen består av 25 168 kvinnor och 25 616 män. Barn under 15 år utgör 18,0 %, vuxna 15-64 år 73 %, och äldre över 65 år 8,0 %. Köpingen omfattar ön Nanri Dao och omkringliggande mindre öar. 